# Federica Faiella
Federica Faiella (Róma, 1981.február 1.) olasz jégtáncos, aki 2001 óta Massimo Scalival alkot egy párt a jégen. Massimoval hatszoros olasz bajnokok. Faiella korábban Luciano Miloval korcsolyázott együtt, akivel az 1997/1998-as Junior Grand Prix Döntő bajnokai.

## Egyéb adatok
Magassága: 166 cm

Edzője: Pasquale Camerlengo és Anjelika Krylova

Korábbi edzői: Roberto Pelizzola, Walter Rizzo, Brunhilde Bianchi

Koreográfusa: Paola Mezzadri, Ludmila Vlasova

## Programjai
| Szezon    | Original program                                                     | Szabad program                                                                 | Gála                                                    |
| --------- | -------------------------------------------------------------------- | ------------------------------------------------------------------------------ | ------------------------------------------------------- |
| 2009-2010 | Tamurriata Nera - Tarantella Pizzicata                               | Az emigránsok Nino Rota                                                        | Quel posto che non c'è Negramaro                        |
| 2008-2009 | Follow the Fleet Let's Face the Music and Dance Let Yourself Go      | Moonligt Sonata Ludwig van Beethoven                                           | Past that Duch - The Rain - Lose Control Missy Elliott: |
| 2007-2008 | Lu Rusciu de lu Mare - Santo Poulo Suono Salento                     | Yentl Barbara Streisand                                                        |                                                         |
| 2006-2007 | Tanguera Sexteto Mayor                                               | Pantera en Liberta Monica Naranjo                                              | Elisa                                                   |
| 2005-2006 | Cha cha - Rhumba - Samba                                             | A misszió Ennio Morricone                                                      | A misszió/Carmina Burana/ Elisa/ La traviata            |
| 2004-2005 | How can I live to another day Frank Sinatra Girls, Girls, Girls      | Spirit in the Dark You make me feel like a natural woman Think Aretha Franklin | Ice Cube / Carmina Burana / Romanza Andrea Bocelli      |
| 2003-2004 | Hafanana Afric Simone Minnie the Moocher Blues Brothers              | Libertango Astor Piazzolla                                                     | Big Spender                                             |
| 2002-2003 | A denevér Ifj. Johann Strauss                                        | Ayer Gloria Estefan Volveras Gloria Estefan                                    | Big Spender                                             |
| 2001-2002 | Paso doble Pogo Orchestra] Flamenco - The fencing Lesson Marc Antony | The Four Seasons Boston Pops Orchestra                                         | Por una cabeza (Tango)                                  |

## Eredményei
| Event                  | 2001-2002 | 2002-2003 | 2003-2004 | 2004-2005 | 2005-2006 | 2006-2007 | 2007-2008 | 2008-2009 | 2009-2010 | 2010-2011 |
| ---------------------- | --------- | --------- | --------- | --------- | --------- | --------- | --------- | --------- | --------- | --------- |
| Téli Olimpiai Játékok  | 18.       |           |           |           | 13.       |           |           |           | 5.        |           |
| Világbajnokság         | 16.       | 11.       | 9.        | 9.        | 8.        | 9.        | 5.        | 8.        | 3.        |           |
| Európa-bajnokság       | 12.       | 8.        | 6.        | 5.        | 7.        | 6.        | 4.        | 2.        | 2.        | 5.        |
| Olasz Bajnokság        | 2.        | 1.        | 1.        | 1.        | 2.        | 1.        | 1.        | 1.        | 1.        |           |
| Grand Prix Döntő       |           |           |           |           |           |           |           | 4.        |           |           |
| Cup of China           |           |           |           |           | 6.        |           | 3.        |           | 3.        | 3.        |
| NHK Trophy             |           |           |           |           |           |           |           | 1.        |           |           |
| Trophee Eric Bompard   |           |           |           | 5.        | 3.        | 3.        |           | 2.        |           |           |
| Skate America          |           |           | 4.        |           |           |           | 3.        |           |           |           |
| Skate Canada           | 7.        | 5.        |           |           |           | 3.        |           |           |           |           |
| Cup of Russia          |           | 5.        | 5.        | 3.        |           |           |           |           |           |           |
| Bofrost Cup            |           |           | 3.        |           |           |           |           |           |           |           |
| Nebelhorn Trophy       | 2.        | 1.        |           |           |           |           |           |           |           |           |
| Karl Schaefer Memorial | 2.        |           |           |           |           |           |           |           |           |           |